# Còpia en carbó oculta
En el context del correu electrònic, el terme còpia en carbó oculta, en forma abreujada CCO (en anglès, Blind Carbon Copy i BCC respectivament), fa referència a la pràctica consistent a trametre un missatge a diversos destinataris de manera que aquests no reben la llista completa de destinataris que els identifica un per un. El terme procedeix de la còpia en carbó utilitzada per a calcar documents.
Hi ha diverses situacions que justifiquen l'ús d'aquesta funcionalitat:
- Quan voleu enviar una còpia de la vostra correspondència a un tercer (un altre col·lega, per exemple) i no voleu que el destinatari sàpiga el que esteu fent, o quan no voleu que el destinatari conega l'adreça de correu electrònic del tercer.
- Quan envieu un mateix correu electrònic a diversos destinataris podeu fer que entre ells no es puguen veure llurs adreces respectives. Això és una mesura de precaució contra el correu brossa força assenyada, car impedeix de posar a l'abast de tots els destinataris una llarga llista d'adreces de correu, cosa que ocorre si poseu les adreces de tothom als camps Per a: o Cc:. Per aquesta raó, sovint és convenient emprar el camp Cco: per a les llistes de correu. Alguns virus també agafen adreces de correu de carpetes de l'usuari o del seu llibre d'adreces, de manera que les llistes grans de CC poden augmentar la propagació de virus no desitjats, la qual cosa és un motiu més per fer servir la còpia en carbó oculta.

La còpia en carbó oculta també s'empra de vegades per a fer que alguns tipus de correu brossa semblen més convincents: el remitent del correu brossa oculta la vostra adreça i espera que, així, us enganyarà fent-vos creure que heu rebut un correu electrònic accidentalment, el qual no anava adreçat a vós.
En resum: les adreces de correu dels camps Per a: i Cc: són vistes per qualsevol destinatari, mentre que les del camp Cco: no les pot veure ningú tret de la pròpia del destinatari en qüestió (si és que hi figura). Els destinataris que figuren al camp Per a: són els destinataris principals del missatge, els del camp Cc: són d'altres als quals l'autor normalment només vol informar públicament del missatge, i els del camp Cco: són aquells als quals se'ls informa d'amagat. En la pràctica, es pot emprar només el camp Cco: per guardar l'anonimat absolut dels destinataris. En aquest cas, si el client de correu electrònic no us permet deixar en blanc el camp Per a:, podeu posar-hi la vostra pròpia adreça de correu.
En l'RFC 2822, no és clar si la còpia en carbó oculta s'ha dissenyat per garantir que les adreces del camp Cco: siguen invisibles entre si. D'una banda, s'hi indica que:
El camp "Cco:" ("Còpia en carbó oculta") conté les adreces dels destinataris del missatge les adreces dels quals no s'han de revelar a la resta de destinataris del missatge.
També s'hi afirma que:
Hi ha tres maneres de fer servir el camp "Cco:". En primer lloc, quan un missatge que conté un camp "Cco:" està llest per a l'enviament, la línia "Cco:" s'elimina fins i tot si tots els destinataris (incloent-hi els especificats al camp "Cco:") han de rebre còpia del missatge. En segon lloc, a cada destinatari especificat als camps "Per a:" o "Cc:" se li envia una còpia del missatge sense la línia "Cco:", com abans, però els destinataris de la línia "Cco:" reben per separat una còpia del missatge amb una línia "Cco:". (Quan hi ha més d'una adreça al camp "Cco:", algunes implementacions el que fan és enviar una còpia del missatge per separat a cada destinatari amb un "Cco:" que sols conté l'adreça pròpia del destinatari particular.) Finalment, atès que un camp "Cco:" pot no contenir cap adreça, el camp "Cco:" pot enviar-se sense cap adreça, tot indicant als destinataris que s'han enviat còpies ocultes a algú. El mètode d'ús del camp "Cco:" que s'ha de seguir depèn de cada implementació, en funció tant del client de correu que feu servir com de l'agent de transferència de correu (normalment proporcionat pel vostre proveïdor d'Internet).
D'altra banda, a la secció Consideracions sobre seguretat s'indica que:
Si el camp "Cco:" enviat conté tots els adreçats cecs, tots els destinataris que figuren al "Cco:" seran vistos per cada destinatari del "Cco:".
No és clar si aquesta situació s'està mencionant simplement com a exemple del que no ha d'ocórrer mai.
Tanmateix, hom respon que l'RFC és clar i que la resta de destinataris d'aquest cas són els dels camps Cc: i Per a:.